# سیارک ۴۳۲۶
سیارک ۴۳۲۶ (به انگلیسی: 4326 McNally، نامگذاری:1982HS1) چهار هزار و سیصد و بیست و ششمین سیارک کشف شده‌است که در ۲۸ آوریل ۱۹۸۲ کشف شد.
قدر مطلق سیارک برابر ۱۲٫۵۰ است.